# Van Eyalet

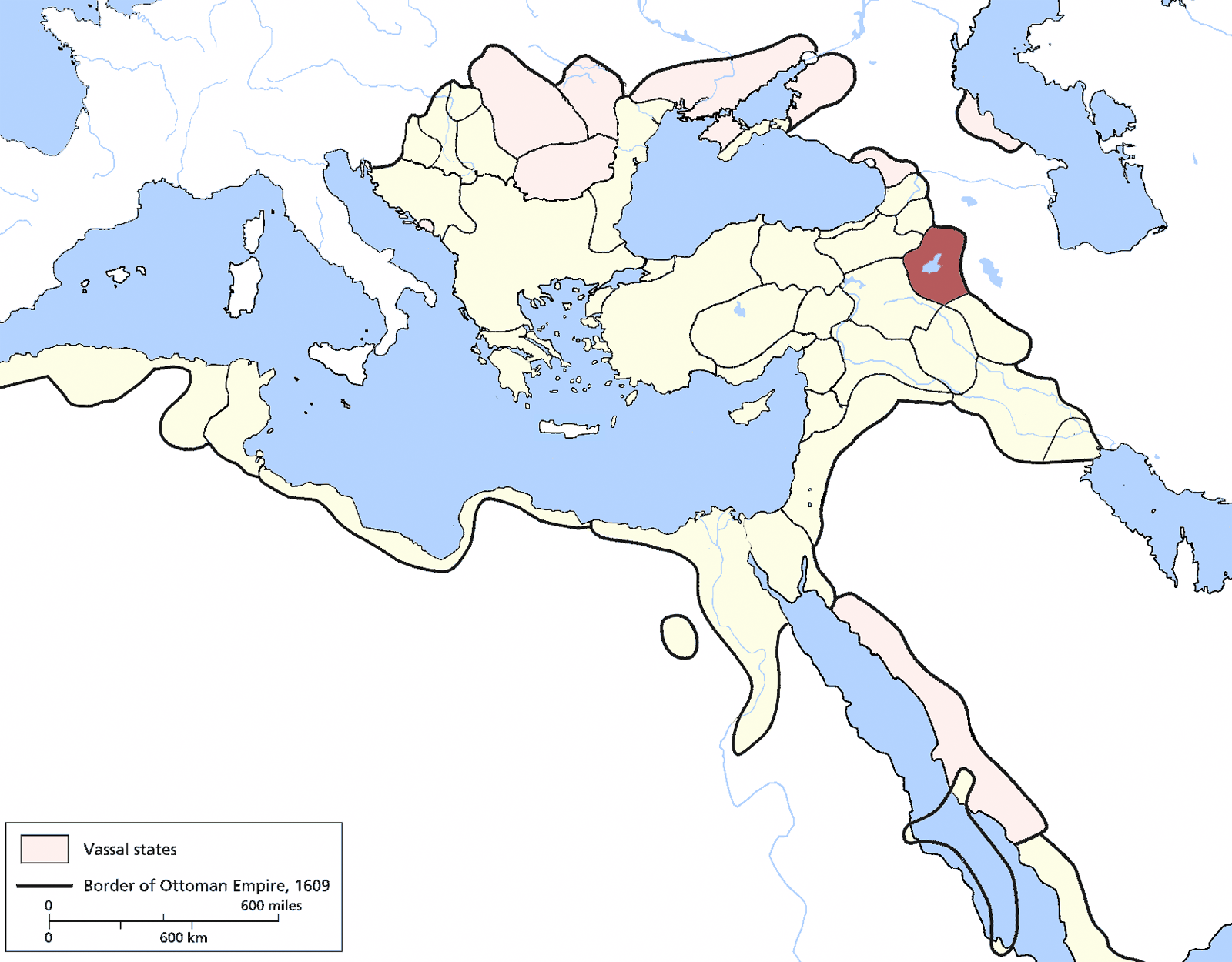
Eyaletet Van i Osmanska riket år 1609

Van Eyalet (osmansk turkiska: ایالت وان,, Eyālet-i Vān), var en eyalet (provins) i Osmanska riket mellan 1548 och 1864.Huvudstad var Van och ytan 24,910 km2.